# اینترنشنال ایکس‌تی

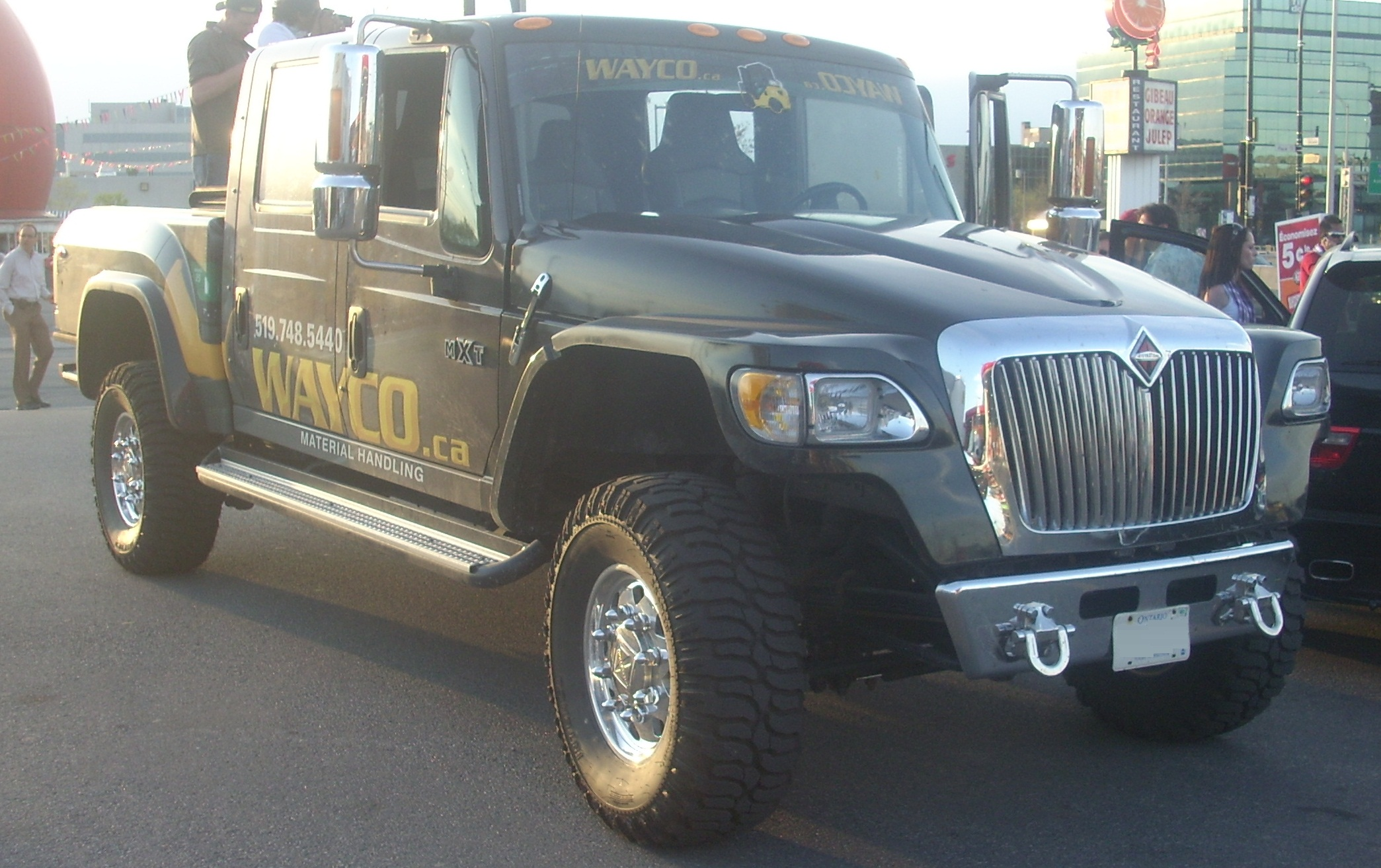

اینترنشنال ایکس‌تی (International XT) خودرویی است که در سال‌های ۲۰۰۴–۲۰۰۸در گارلند و تگزاس تولید شده‌است. طراحی آن موتور جلو، خودرو محور جلو و خودرو چهار چرخ محرک بوده است. سیستم جعبه‌دندهٔ آن ۵ دنده به صورت خودکار است.
شرکت آمریکایی اینترنشنال به واسطه کامیون‏ ها و کشنده‏ های خود در ایران شناخته شده است، محصولاتی که طی سال‏ های پایانی دهه 1360 خورشیدی به ایران وارد شدند و همچنان در حال جابه ‏جایی کالا در جاده‏ های کشورمان هستند. با این وجود جالب است بدانید که این شرکت تصمیم گرفت تا در سال 2005 یک پیکاپ تولید کند، خودرویی که هم‏اکنون به عنوان یکی از بزرگ‏ترین پیکاپ ‏های جهان شناخته می‏شود.
مهندسان اینترنشنال در ابتدای قرن بیست و یکم به راستی برای خلق پیکاپی بزرگ اقدام کرده ‏اند، چرا که اینترنشنال CXT با طول 6/7 متر و عرض 2/4 متر خودرویی عظیم ‏الجثه و پرابهت است. توان این پیکاپ بزرگ توسط موتور 6 سیلندر خطی توربودیزل DT 466 تأمین می‏شود که 220 اسب‏بخار قدرت و 732 نیوتن‏متر گشتاور تولید می‏ کند. این قدرت و گشتاور از طریق گیربکس شش سرعته اتوماتیک آلیسون 2500 HS به هر چهارچرخ منتقل می‏شود. اینترنشنال CXT خودرویی خوش اشتها است و مصرف ترکیبی آن به 30 کیلومتر در هر لیتر می‏رسد، البته اینترنشنال نیز باکی حجیم به ظرفیت 276 لیتر را برای پاسخ‏گویی به مصرف سوخت لجام گسیخته CXT در نظر گرفته است.

نکته جالب در خصوص اینترنشنال CXT، وزن خالص آن است. مطابق قوانین ایالات متحده، خودروهایی با وزن بیشتر از 26 هزار پوند (11 هزار و 793 کیلوگرم) نیاز به مجوز ویژه برای دریافت اجازه تردد دارند. وزن اینترنشنال 25999 پوند است و بنابراین با تنها یک پوند صرفه‏ جویی در وزن، این پیکاپ بزرگ از دریافت مجوز ویژه معاف شده است. اینترنشنال CXT در فاصله سال‏ های 2004 تا 2008 به تولید رسید و نسخه های سالم آن در حال حاضر با قیمتی کمتر از 100 هزار دلار به فروش می ‏رسند.